# 公立碓氷病院
公立碓氷病院（こうりつうすいびょういん）は、群馬県安中市にある医療機関。安中市が運営する病院である。安中市と松井田町の合併前は、一部事務組合である安中松井田医療事務組合が運営していたが、2006年3月18日の合併により運営が安中市に引き継がれた。
2020年4月16日、安中市は、新型コロナウイルス感染症感染拡大をうけ、「発熱外来」を公立碓氷病院に開設した。診療は平日が午後1-3時、土日祝日が午前10時-正午で予約が必要である。

## 診療科
（この節の出典）
- 内科
- 小児科
- 外科（乳腺甲状腺・消化器）
- 整形外科
- 眼科
- 耳鼻咽喉科
- 泌尿器科
- 皮膚科
- 歯科口腔外科
- リハビリテーション科

## 医療機関の指定等
（下表の出典）
| 保険医療機関 |
| 高齢者の医療の確保に関する法律（昭和57年法律第80号）第7条第1項に規定する医療保険各法及び同法に基づく療養等の給付の対象とならない医療並びに公費負担医療を行わない医療機関        |
| 労災保険指定医療機関 |
| 指定自立支援医療機関（更生医療） |
| 指定自立支援医療機関（精神通院医療） |
| 身体障害者福祉法指定医の配置されている医療機関 |
| 生活保護法指定医療機関(中国残留邦人等の円滑な帰国の促進並びに永住帰国した中国残留邦人等及び特定配偶者の自立の支援に関する法律（平成6年法律第30号）に基づく指定医療機関を含む。) |
| 戦傷病者特別援護法指定医療機関 |
| 原子爆弾被害者医療指定医療機関 |
| 公害医療機関 |

- 救急告示病院（二次救急）に指定されている[4]。

## 交通アクセス
- JR東日本信越本線「磯部駅」「安中駅」よりボルテックスアークバスで碓氷病院前下車。
- 安中市街より群馬バスで「碓氷病院前」停留所下車。

## 関連施設
以下の出張診療所を持つ。診療科は内科・小児科。
- 公立碓氷病院細野出張診療所（群馬県安中市松井田町土塩533番地1）
- 公立碓氷病院入山出張診療所（群馬県安中市松井田町入山310番地）

## 不祥事
- 2018年9月26日（発表日） - 26日、病院はリハビリの診療報酬で2,086件の不適切な請求があり、総額約1721万円を自主返還すると発表した。安中市によると、リハビリの診療報酬は20分を1単位として請求するが、理学療法士や作業療法士がリハビリ中に端末上の電子カルテを見た時間を含めたり、１人が同じ時間に複数の患者を担当したりした不適切な請求があったという。病院は２月、関東信越厚生局と県から2017年2月～2018年1月の406件、336万円を自主返還するよう指導を受けた後、電子カルテが導入された2015年2月までさかのぼって調べていた。病院側は「意図的なものではなく、リハビリ実施の基準に対する認識不足。病院のチェック態勢も十分ではなかった」と釈明した[5]。